# Arctosa leaeniformis
Arctosa leaeniformis este o specie de păianjeni din genul Arctosa, familia Lycosidae. A fost descrisă pentru prima dată de Simon, 1910.
Este endemică în Botswana. Conform Catalogue of Life specia Arctosa leaeniformis nu are subspecii cunoscute.